# Příkosice
Příkosice település Csehországban, Rokycanyi járásban. Příkosice Trokavec, Mešno, Kakejcov, Vísky, Štítov, Spálené Poříčí és Mirošov településekkel határos. Lakosainak száma 428 fő (2024. január 1.).

## Népesség
A település lakosságának változását az alábbi diagram mutatja:
| Lakosok száma | 666  | 678  | 673  | 430  | 408  | 404  | 418  | 422  | 407  | 428  |
|               | 1869 | 1900 | 1921 | 1961 | 1980 | 2011 | 2016 | 2019 | 2021 | 2024 |